# إليزابيث كروكر باورز
إليزابيث كروكر باورز (بالإنجليزية: Elizabeth Crocker Bowers) هي ممثلة أمريكية، ولدت في 12 مارس 1830 في ستامفورد في الولايات المتحدة، وتوفيت في 6 نوفمبر 1895 في فيلادلفيا في الولايات المتحدة بسبب ذات الرئة.